# Шърли Уокър
Шърли Ан Уокър (на английски: Shirley Anne Walker) (10 април 1945 г. – 30 ноември 2006 г.) е американски композитор и диригент. Тя е една от малкото жени в Холивуд, работили като композитори. Уокър е носител на две награди Еми за работата си по „Батман: Анимационният сериал“ и „Батман от бъдещето“.
Умира на 61 години от инсулт на 30 ноември 2006 г., осем месеца след смъртта на съпруга си Дон. Оставя след себе си двама синове.